# Ribeira Filipe
Ribeira Filipe es una localidad caboverdiana del municipio de São Filipe.

## Geografía
La localidad está situada en la isla Fogo.

## Organización territorial
La localidad abarca los lugares y barrios de:
- Monte Preto
- Ribeira Filipe